# Rhynchospora legrandii
Rhynchospora legrandii là loài thực vật có hoa trong họ Cói. Loài này được Kük. ex Barros miêu tả khoa học đầu tiên năm 1941.